# Allen L. Edwards
Pour les articles homonymes, voir Edwards.
Allen Louis Edwards, né à Houston le 15 avril 1914 et mort à Seattle le 17 juillet 1994, est un psychologue et professeur d'université américain.

## Biographie
Allen L. Edwards obtient une licence en 1937, et un master à l'université d'État de l'Ohio en 1938. Il réalise ensuite un doctorat à l'université Northwestern (Illinois) en 1940, au terme duquel il est nommé à l'université d'Akron, à un poste d'enseignant auquel il ne passe qu'une année. En effet, dès 1941 et en lien avec la perspective de l'entrée en guerre des États-Unis, il est appelé au Département de la Guerre à Washington par Edwin Guthrie, qui réunit un groupe de scientifiques comportementalistes pour étudier les questions liées à la guerre, notamment la propagande et l'opinion publique. En 1942-1943, il travaille ainsi au bureau d'informations en rapport avec la guerre. Les liens établis avec Edwin Guthrie durant cette période leur permettent d'écrire l'ouvrage Psychology: A First Course in Human Behavior. 
En 1943, Edwards prend un poste à l'université du Maryland, puis en 1944, il est nommé à l'université de Washington à Seattle, où Edwin Guthrie est professeur, et il y fait l'ensemble de sa carrière, au sein du département de psychologie, jusqu'à sa retraite académique en 1984, puis comme professeur associé.
Avec d'autres enseignants, il organise un soutien non officiel pour plusieurs collègues victimes de « chasse aux sorcières » durant le maccarthysme de l'après-guerre.

## Travaux
Allen L. Edwards est particulièrement connu pour le Edwards Personal Preference Schedule (en) (EPPS) et le Edwards Personality Inventory.
Ses deux ouvrages connus sont The Social Desirability Variable in Personality Assessment (1957) et The Measurement of Personality Traits by Scales ans Inventories (1970).
Il figure à la 82e place sur la liste des 100 psychologues les plus éminents du XXe siècle.

## Distinctions
- Président de la Western Psychological Association (en)
- 1959 : président de la division 5 (Quantitative & Qualitative Methods) de l'Association américaine de psychologie[4].

## Publications
- Statistical analysis, New York : Holt Rinehart and Winston, 1960.
- Statistical methods for the behavioral sciences, New York : Holt, Rinehart and Winston, 1956.
- Experimental design in psychological research, New York : Rinehart , cop. 1950.
- Probability and statistics, New York : Holt-Rinehart and Winston, [cop] 1971
- Statistical analysis for students in psychology and education, New York : Rinehart & Company inc., 1946.
- Techniques of attitude scale construction, New York : Appleton Century Crofts, 1957.
- The social desirability variable in personality assessment and research, New York : Dryden Press, 1957.
- An introduction to linear regression and correlation, San Francisco : W. H. Freeman, 1976.
- Multiple regression and the analysis of variance and covariance, San Francisco : W. H. Freeman, 1979.